# Elmidae

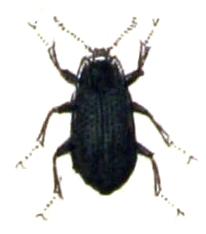
Elmis aenea

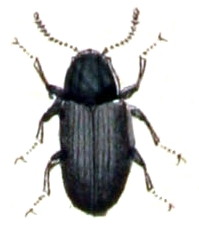
Limnius volckmari

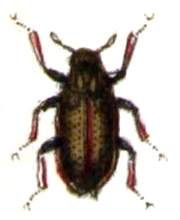
Potamophilus acuminatus

Elmidae je čeleď brouků z nadčeledi Byrrhoidea.

## Taxonomie
- podčeleď Elminae Curtis, 1830
  - tribus Elmini
  - tribus Potamophilini
  - rod Austrolimnius Carter & Zeck, 1929
  - rod Coxelmis Carter & Zeck, 1929
  - rod Dupophilus
  - rod Graphelmis Delève, 1968
  - rod Grouvellinus
  - rod Kingolus Carter & Zeck, 1929
  - rod Notriolus Carter & Zeck, 1929
  - rod Simsonia Carter & Zeck, 1929
- podčeleď Larainae
  - rod Hydora Broun, 1882
  - rod Ovolara Brown, 1981
  - rod Stetholus Carter & Zeck, 1929

54 evropských druhů čeledi Elmidae z "Fauna Europaea" (2007):
- Dupophilus brevis Mulsant & Rey 1872
- Elmis aenea (Müller 1806)
- Elmis bosnica Zaitzev 1908
  - Elmis bosnica bosnica Zaitzev 1908
  - Elmis bosnica tenuis Berthélemy 1979
- Elmis latreillei Bedel 1878
- Elmis maugetii Latreille 1798
  - Elmis maugetii fossulata (Kuwert 1890)
  - Elmis maugetii maugetii Latreille 1798
- Elmis obscura (Müller 1806)
- Elmis perezi Heyden 1870
- Elmis rietscheli Steffan 1958
- Elmis syriaca (Kuwert 1890)
  - Elmis syriaca zoufali Reitter 1910
- Esolus angustatus (Müller 1821)
- Esolus berthelemyi Olmi 1975
- Esolus brevis Kuwert 1890
- Esolus czwalinae Kuwert 1889
- Esolus parallelepipedus (Müller 1806)
- Esolus pygmaeus (Müller 1806)
- Grouvellinus caucasicus (Motschulsky 1839)
- Limnius colchicus Delève 1963
- Limnius intermedius Fairmaire 1881
- Limnius muelleri (Erichson 1847)
- Limnius opacus Müller 1806
- Limnius perrisi (Dufour 1843)
  - Limnius perrisi carinatus (Pérez-Arcas 1865)
  - Limnius perrisi perrisi (Dufour 1843)
- Limnius sulcipennis Fairmaire 1881
  - Limnius sulcipennis damryi Fairmaire 1881
  - Limnius sulcipennis sulcipennis Fairmaire 1881
- Limnius volckmari (Panzer 1793)
- Macronychus quadrituberculatus Müller 1806
- Normandia nitens (Müller 1817)
- Normandia sodalis (Erichson 1847)
- Oulimnius bertrandi Berthélemy 1964
- Oulimnius cyneticus Berthélemy 1980
- Oulimnius echinatus Berthélemy 1979
- Oulimnius fuscipes (Reiche 1879)
- Oulimnius major (Rey 1889)
- Oulimnius rivularis (Rosenhauer 1856)
- Oulimnius troglodytes (Gyllenhal 1827)
- Oulimnius tuberculatus (Müller 1806)
  - Oulimnius tuberculatus perezi (Sharp 1872)
  - Oulimnius tuberculatus tuberculatus (Müller 1806)
- Potamophilus acuminatus (Fabricius 1792)
- Riolus cupreus (Müller 1806)
- Riolus illiesi Steffan 1958
- Riolus subviolaceus (Müller 1817)
- Riolus syriacus (Allard 1868)
- Stenelmis canaliculata (Gyllenhal 1808)
- Stenelmis consobrina Dufour 1835
- Stenelmis puberula Reitter 1887